# Ford Probe
Ford Probe —  автомобиль с кузовом лифтбэк—двухдверное купе, производившийся корпорацией Ford с 1988 по 1997 годы. Автомобиль был результатом совместной разработки компаний Ford и Mazda, и был основан на платформе Mazda G, которая послужила также основой для Mazda 626. Первое поколение выпускалось с 1988 по 1992 годы, с 1993 по 1997 гг. выпускалось второе поколение Ford Probe. В 1998 году на смену пришла новая модель Ford Cougar, которая выпускалась до 2002 года.

## История создания
В 1979 году компании Ford и Ghia начали работу над концепт-каром, который должен был иметь очень совершенную  аэродинамику. Модель получила название Probe I, затем были разработаны Probe II, Probe III. Также в 1979 году энергетический кризис побудил компанию Ford к работе над четвертым поколением Ford Mustang, который должен был иметь плавные формы и отличаться топливной экономичностью, в отличие от всех предыдущих и последующих поколений автомобиля.
Проект имел код SN8 и управлялся Барри Джонсоном. Для упрощения работы, Ford, владевший 25 % акций Mazda, заключил соглашение, в результате которого Джонсон получил 626-ю платформу, на основе которой и стали создавать автомобиль. Экстерьером будущего автомобиля занимался дизайнер Тоси Саито, который работал в северно-американском отделении Ford. Из его эскизов нового Mustang, командой разработчиков, а потом и руководством были отобраны те, которые, по их пониманию, больше всех подходили новому автомобилю. Саито приступил к полноразмерным макетам, из которых также окончательно произвели выбор. В сентябре 1983 года проект получил код ST-16, а в Хиросиму была отправлена стеклопластиковая модель и команда из четырёх стилистов. Дальневосточным центром по разработке нового автомобиля стал кабинет 321 в штаб-квартире Mazda.
Руководства  Mazda и Ford по разному отнеслись к новому проекту; первые утвердили дизайн, а последние заявили что он уже устарел. Новому Мустангу требовалось больше стремительных, спортивных линий. Форд настаивал на более низкой передней части, сильно покатом лобовом стекле, большом полусферическом лобовом стекле и безрамных стеклах на боковых дверях.
Старания Тоси Саито были наконец одобрены руководством Ford и представлены Mazda в декабре 1983. И хотя инженерам Mazda не понравились изменения, дизайн был принят. И тут же начали возникать вопросы. Один из них заключался в том, что Ford ещё не знал, где же производить новый автомобиль. Mazda планировала построить свой завод в США, а у Форда был свободен закрытый литейный завод в городе Флэт Рок, штат Мичиган, находящийся в 15 милях к югу от штаб-квартиры в Дерборне. После продолжительных переговоров Mazda купила эту собственность Ford, переоборудовала его в склад, а рядом построила современный завод. Здесь планировалось впоследствии выпускать как новый Mustang, так и его конструктивные близнецы — Mazda MX-6 и Mazda 626.
13 апреля 1987 года журналист Кристофер Сойер, пишущий для Autoweek раскрыл в своей статье "Exclusive: The 89' Mustang" внешность проекта ST-16 и его основные характеристики. Общественный резонанс был незамедлительным: не нравились передний привод, японское происхождение и отсутствие традиционного двигателя V8. Продажи третьего поколения Mustang опять повысились, и восьмицилиндровые двигатели снова стали популярны.
В 1987 году Алекс Тротман, недавно назначенный вице-президентом Ford, заявил, что новый автомобиль не будет называться Ford Mustang.
Таким образом, совместный труд Ford и Mazda был переименован в Probe, и в мае 1988 года на автошоу в Чикаго был представлен как модель 1989 года. Как и Mazda MX-6 и 626, автомобиль был переднеприводным с 2,2-литровым 4-цилиндровым двигателем Mazda, установленным поперечно, имеющим алюминиевую головку блока цилиндров, три клапана на цилиндр и гидрокомпенсаторы, не требующие частого техобслуживания. Двигатель имел блок электронного управления и многоточечный впрыск. Базовая версия двигателя выдавала 110 л. с. мощности при 4700 об/мин и крутящий момент в 176 Н·м при 3000 об/мин. В версии GT двигатель имел кованую поршневую группу и степень сжатия 7.8:1, турбокомпрессор Mitsubishi/IHI RHB5, интеркулер, датчик детонации и блок электронного контроля давления. В результате таких доработок максимальное давление наддува(в режиме overboost’а) составляло 9.3 PSI(0.64 бар) @ 3000 об/мин. в то время, как рабочее давление наддува составляло 7.3 PSI(0.5 бар). В итоге двигатель выдавал 147 л. с. при 4300 об/мин и солидный крутящий момент в 227 Н·м при 2000 об/мин, который повышался до 258 Н·м при 3500 об/мин.
Сочетая в себе обтекаемость и агрессивные линии, кузов нового автомобиля одновременно не был похож на предыдущие модели и инстинктивно притягивал взгляд. Версии GL и LX, не приукрашенные никакими обвесами и антикрыльями, обладали удивительно малым коэффициентом лобового сопротивления — 0,308, в то время как GT, одетый в более широкую резину, имеющий щели в передней части и оборудованный спойлером, имел — всего 0,312, что для того времени было достойным показателем. 
```
В спортивном авто сочетались система кондиционирования салона, круиз-контроль, бортовой компьютер, полный электро-пакет и новый стиль. К GT в стандартной комплектации добавились дисковые тормоза на всех колесах, ABS, турбокомпрессор. Модели GL и LX обладали более строгим кузовом, мягкой подвеской, узкой резиной, и АКПП. Но и тут: по сравнению с GL, LX-версия могла отличаться улучшенной отделкой салона и схожими с GT чертами: сиденья с большим числом регулировок, регулировка наклона рулевой колонки, электропривод зеркал и легкосплавные колесные диски. Все модели обладали большим набором опций, повышающих комфорт. На LX стояла электронная панель приборов. После релиза Ford Probe столкнулся с серьёзной конкуренцией в своем секторе: 
Toyota Celica
, 
Honda Prelude
, 
Nissan 200SX
 и Mazda MX-6, став достойным соперником.
```

Полностью укомплектованный Probe GL стоил всего $17600 по данным на 1988 год. В модельном ряде 1990 года был проведен легкий рестайлинг кузова, также был добавлен новый двигатель. На модель LX теперь установили 12-клапанный шестицилиндровый V-образный двигатель "Вулкан" объемом 3 литра с электронным впрыском топлива. Он обладал продвинутой системой контроля двигателя ECC-IV и был позаимствован у моделей Ford Taurus и Ranger (а спроектирован компанией Yamaha). MX-6 и 626 таким двигателем не обладали. Двигатель выдавал 140 л. с. при 4800 об/мин и крутящий момент 217 Н·м при 3000 об/мин. При этом впечатляющие 80 % крутящего момента достигались уже на 1000 об/мин! В 1992 году LX V6 был доработан, и прибавил к своим характеристикам ещё 5 л. с. мощности и 7 Н·м крутящего момента.
В 1990-х годов началась работа над вторым поколением Probe. Команды разработчиков Ford и Mazda снова объединились, чтобы произвести полный рестайлинг и к 1993 году представить новое поколение Probe. Платформой автомобиля Mazda GE. Ford разрабатывали дизайн, а Mazda разрабатывала двигатель и шасси. Новый автомобиль стал длиннее на 5 см, и шире на 10 см, и легче на 60 кг. Базовая модель получила 2-литровый 4-цилиндровый двигатель Mazda с 16 клапанами и дающий 115 л. с. при 5500 об/мин и 168 Н·м крутящего момента при 3500 об/мин. Модель GT была «заряжена» новым 24-клапанным 2,5-литровым шестицилиндровым V-образным двигателем с многоточечным впрыском и компьютерной системой переменного газораспределения. V6 выдавал 164 л. с. при 6000 об/мин и 211 Н·м крутящего момента при 4000 об/мин.
В августе 1992 года Probe был представлен на общее обозрение. Когда же Ford в 1994 году выпустил новый Mustang четвертого поколения, продажи Probe начали падать. Планировалось прекратить выпуск Probe в 1996 году,но выпуск был продолжен в 1997 году, в котором было продано 32505 автомобилей, что оказалось худшим результатом среди всех моделей Ford.
17 марта 1997 года Ford официально объявил о завершении выпуска моделей Probe, Thunderbird, Cougar и Aerostar, но запланировал впоследствии обновить первые три модели. Третье поколение модели Probe решено строить на платформе Ford Contour и Mercury Mystique. Базовая модель Probe третьего поколения должна была иметь тот же 4-цилиндровый, что и модель второго поколения, но выдающий уже 125 л. с. при 5500 об/мин и 217 Н·м при 4000 об/мин. Двигатель модели GT должен был взят с модели GT второго поколения, но уже дающий 170 л. с. при 6250 об/мин и 275 Н·м при 4250 об/мин. Однако, как и Probe, который был рожден как Ford Mustang четвёртого поколения, Cougar появился на свет из того, что должно было стать Probe третьего поколения. В 1998 году Форд представил новый Probe в виде обновленной модели Mercury Cougar 1999 года.

## Изменения в модельном ряде
Первое поколение
1989
- Начало выпуска.
- Трехспицевый руль с эмблемой Ford.
- Версия GT имеет отличные от других моделей бамперы и боковой молдинг.
- Задние фонари моделей GL/LX имеют горизонтальные полосы в цвет кузова между стоп-сигналами и сигналами поворота.
- Задние фонари в версии GT не имеют горизонтальных полос, но отличаются чёрным обводом.
- Боковой молдинг у моделей GL/LX.
- В стандартной комплектации версия GT имеет трехспицевые литые колесные диски, у версии GL/LX — только колпаки.
- Модели GL/LX имеют «паутинообразные» алюминиевые диски в качестве опции.

1990
- Новый передний бампер для моделей GL/LX.
- Версия GT получает новые бамперы и боковой молдинг.
- Отсутствие окрашенной в цвет кузова горизонтальной полосы на задних фонарях у моделей GL/LX. Поворотники получают в виде пяти горизонтальных полос.
- Выемка на боковых зеркалах заднего вида.
- На модели LX устанавливается 3-литровый двигатель V6.
- Новый двухспицевый руль с надписью «PROBE».
- Модель LX получает систему ABS в качестве опции.
- На GT устанавливается автоматическая коробка передач.
- Появление инерционных ремней безопасности водителя и переднего пассажира (поясной ремень остается ручным), ремни безопасности задних пассажиров теперь состоят из двух — плечевого и поясного.
- Переключатель ручного режима коробки передач заменен кнопкой смены режимов (автоматический/ручной).
- Подсветка кнопок блокировки дверей.
- Подсветка зеркал в откидных козырьках: стандартно на LX, опция на GT.
- Новый CD-плеер.
- Задние плечевые ремни безопасности.
- Кожаный салон на LX и GT в качестве опции.
- На GT устанавливаются новые алюминиевые колесные диски. На LX стандартно устанавливаются новые колпаки, алюминиевые диски от GT прошлого года доступны в качестве опции.

1992
- Боковой молдинг моделей GL/LX окрашен в цвет кузова.
- Изменение характеристик двигателя V6 модели LX: +5 л. с. и +7 Н·м.
- Алюминиевые колесные диски устанавливаются на LX стандартно.
- На LX устанавливается задний спойлер от модели GT.
- На GL устанавливаются колесные колпаки от LX предыдущего года выпуска.

Второе поколение
1993
- Рестайлинг модели и новые двигатели.
- На модель GT устанавливаются боковые юбки.
- Модель LX больше не выпускается.
- Базовой моделью становится GL.
- Полоса на «торпедо» теперь переходит на внутреннюю сторону боковых дверей.
- Выемка под регистрационный номер между задними фонарями.
- Подушка безопасности водителя в стандартной комплектации.
- В опции добавлены: обогрев боковых зеркал, отпирание дверей без ключа, противоугонная система, семиполосный графический эквалайзер, система экономии электроэнергии аккумулятора.

1994
- Убрана полоса на «торпедо» и внутренней стороне боковых дверей.
- В стандартную комплектацию теперь входит подушка безопасности переднего пассажира.
- Новая автоматическая коробка передач CD4E для 2-литровых двигателей.
- Новая система кондиционирования воздуха.

1995
- Добавлена новая комплектация — SE: отделка салона.
- На модель GT спойлер устанавливается стандартно, на базовую и SE — опционально.
- Задние фонари теперь имеет чёрную окантовку и новые указатели заднего хода.
- На модель GT между задних фонарей устанавливается рефлектор с логотипом 'GT'. Выемка под регистрационный номер перенесена на задний бампер.
- На заднем бампере модели GT устанавливается новый металлический логотип '24V'.
- Новая отделка дверей — тканевые вставки и измененный дизайн ручки.
- Семиполосный графический эквалайзер больше не устанавливается.
- Новая опция: отопитель двигательного отсека .
- На модель GT устанавливаются новые 16" либо 18" литые колесные диски с хромовым покрытием в качестве опции.
- Вместо двух типов литых колесных дисков появляется три новых типа; 15" 3-спицевые, 15" 5-спицевые и 16" 5-спицевые хромированные.

1996
- Прекращен выпуск базовой модели.
- Чёрная окантовка зеркал заднего вида.
- Новый дизайн спойлера.
- Усовершенствованная подвеска на модели GT.
- Изменённые задние сиденья с новой обивкой.
- Новые инерционные ремни безопасности.
- Диагностический разъем совместим с OBD-II.

1997
- Возобновлен выпуск базовой модели.
- Новый стиль логотипов GT позади колесных арок.
- Новая спортивная комплектация — GTS: 16" хромированные алюминиевые колесные диски, логотип GTS, спортивные полосы на кузове.
- Комплектации SE не выпускается.
- Новые колесные колпаки для базовой модели.

## В массовой культуре
Ford Probe первого поколения сыграли роль «автомобилей будущего» в втором фильме трилогии «Назад в будущее». Для съемок было куплено шесть автомобилей, некоторые из них были перекрашены. На автомобили установили накладные лобовые и задние стекла и декоративные обвесы. В таком виде автомобиль был очень похож на свою собственную концепт-версию 1981 года — Probe III.